# Сукоби у Дреници
Сукоби у Дреници представља окршај српске полиције и терориста у области Дренице, крајем фебруара и почетком марта 1998 године.
Непосредан повод за сукоб био је напад који је Ослободилачка војска Косова (ОВК) извршила на српску полицију, поставивши им заседу на путу између Глоговца и Србице. У заседи припадници ОВК убили су два и ранили још два полицајца након чега је дошло до сукоба у коме је страдало 5 терориста.
Након тога, српске снаге су кренуле у противнапад у коме су осигуравали и чистили терен села Ликошане и Ћирез од терориста. Током једнога викенда убијена су четири полицајца и 25 Албанаца.
На суђењу Слободану Милошевићу сведок оптужбе Садик Џемали потврдио је да су се у селима Ликошане и Ћирез налазиле снаге ОВК.
Дана 3. марта 1998. године, преко 50.000 људи се сакупило на сахрани Дреничким жртвама у селу Ликошани.
Сукоби у на подручју Дренице су настављени 5. марта 1998. када је ОВК под командом Адема Јашарија напала патролу полиције и бежећи од полицијске потере забарикадирала се у кућама у Јашарија махали у селу Преказ.
Догађаји у Дреници, а пре свега у Ликошанима и Преказу, Албанци су користили да представе као последицу српске репресије над недужним становништвом. Фотографисани су убијени цивили, поређани ковчези и гробови, сцене кукњаве и вапаја. Ти шокантни снимци су одлазили у свет и ситуација се у САД, Немачкој, Великој Британији и Француској представљала у потпуно искривљеном огледалу.